# Le Tigre blanc (roman)
Pour les articles homonymes, voir Le Tigre blanc.
Le Tigre blanc (titre original : The White Tiger) est un roman américain de Robert Stuart Nathan (en) paru en 1987. 

## Résumé
L'intrigue se déroule dans la Chine communiste de l'après Mao Zedong.
L'histoire est divisée en quatre parties dont le titre de chacune est un proverbe chinois.

### 1repartie: "L'oiseau montre le bec, un coup de fusil l'attend".
- 1.I. Amis et ennemis: Hong se rend aux funérailles de son ami et mentor Sun Sheng. Son assistant, Chan, lui apprend que lui a reçu la nouvelle de sa mort avant Hong. Hong s'interroge sur le fait qu'on incinère son ami alors qu'il a toujours demandé à être enterré, malgré le manque de place à Beijing. Hong retrouve ses parents aux funérailles, ainsi que tous les membres importants du Parti, dont les Trois Tigres (le ministre de la sécurité, le ministre adjoint et le directeur des enquêtes), qui étaient les bras armés du président Mao pendant la révolution culturelle. On apprend alors que les parents de Hong ont participé à la Longue Marche de 1935 à 1948 en compagnie de Mao Zedong mais se sont ensuite progressivement retiré du parti, contrairement aux Trois Tigres. Hong demande des explications sur la mort de son ami et reçoit plusieurs versions différentes: fièvre, crise cardiaque, infection.

- 1.II. Remuer la soupe: Hong s'interroge sur l'incinération de Sun Sheng et sur le coup de téléphone que Chan a reçu à Tianjin pour l'informer de sa mort. Il découvre dans les registres que deux coups de téléphone ont été passés depuis le Bureau vers Tianjin et un vers Shijingshan. Il note ce dernier puis le déchire ne voulant pas se mêler de cette histoire. Finalement il demande à Chan de trouver à qui il appartient.

- 1.III. Remuer de l'air: La directrice des enquêtes, Wei Ye charge Hong de surveiller un docteur américain invité en Chine dans le cadre d'un échange par le Centre Hospitalo-universitaire de l'Union à Beijing. Il y a des doutes sur les vraies raisons de sa présence en Chine. La mission de Hong consiste à devenir son guide en tant que représentant de la Commission scientifique et technique du Conseil d'État. Chan a découvert à qui appartient le numéro appelé à Shijingshan, il s'agit du crématorium. Jin, l'assistant de Sun Sheng apprend à Hong qu'avant sa mort, Sun Sheng passait ses journées à étudier des anciennes archives datant de la révolution culturelle, en particulier la période ou ils (Sun Sheng, les parents de Hong, les 3 Tigres...) étaient avec le président Mao à Yan'an. Lors d'un diner avec son ami Boda, Hong lui demande un service. Il a besoin qu'il l'appelle à une certaine heure et qu'il pose des questions précises dans un ordre précis.

- 1.IV. La règle d'or du juste milieu: Comme convenu Boda appelle Hong à son bureau ainsi il peut éviter une réunion. Hong en profite pour aller fouiller le bureau de Sun Sheng et les trois cartons d'archives restant. Plus tard, Hong retourne à Zungenwai pour rencontrer la veuve de Sun Sheng. À la fin de leur entrevue elle lui donne un livre que Sun Sheng avait souhaité qui lui revienne.

- 1.V. Chercher la vérité dans les faits: Wu Keping apporte un document de la part de Wei Ye à Hong qui stipule que tout ce qui concerne le médecin américain ne doit pas être discuté avec quelqu'un d'autre que Wei Ye. Hong entame une liste de tous les cadres du parti que Sun Sheng connaissait et qui étaient présents avec Mao à Yan'an. Il arrive à une liste de 39 noms (32 hommes et 7 femmes). Il raye les noms de ceux qu'il sait en vie et se retrouve avec 23 noms qu'il ne peut situer. Il va donc chercher dans les archives des décès pour en savoir plus. En moins d'une heure il découvre que quatorze d'entre eux sont morts dans des circonstances suspectes, par groupes de deux ou trois à quelques jours d'intervalle, "presque comme s'ils avaient appris quelque chose au même moment". Hong souhaite voir le certificat de décès de Sun Sheng, pour cela il doit soudoyer un agent avec des tickets de cinéma. Hong appelle un ami journaliste pour avoir des informations sur une parabole publiée dans le journal du jour, qui reprend étonnamment les évènements qui le préoccupent.

- 1.VI. Personnes disparues: Hong reçoit le dossier, étonnement fourni, de Peter Ostrander. Il se trouve qu'il est né en Chine, à Tangshan car son père, Théodore Ostrander était archéologue là-bas. La photo du père Ostrander est un montage et Hong s'en rend compte. Il demande l'avis d'un spécialiste qui lui affirme que la maison en arrière-plan est truquée et donc qu'une personne manque sur la photo. Il lui apprend également que cette photo est tirée d'un journal. Hong et Chan se rendent ensuite au crématorium où ils rencontre un ancien ami de Chan. En l'interrogeant ils apprennent que 4 hauts membres du parti ont été incinérés ici dans les heures suivant leur mort. Hong est maintenant que la mort de Sun Sheng et son incinération rapide ne sont pas accidentelles. Chan découvre que le dossier sur Théodore Ostrander a été "perdu" définitivement, il n'existe aucune trace de son passage en 1933.

- 1.VII. Vendre la pluie et le vent: De retour au Bureau une voiture avec chauffeur l'attend pour l'emmener rencontrer Peter Ostrander avec Le Petit Moine (surnom de Wu Keping). Ils lui informent qu'ils remplacent son ancien guide. Les deux policiers sont convaincus que le docteur américain est un espion. De retour au bureau Hong se rend au service de surveillance des étrangers pour qu'ils essaient de se procurer le journal d'Ostrander. Le camarade Ru l'informe que cette enquête s'annonce pleine d'embûches mais Hong décide de ne pas lâcher l'affaire.

### 2epartie: "Chercher la vérité dans les faits".
- 2.VIII. La Pagode de cristal: Hong se rend au cirque avec Yamei, invité par son frère Lin. Il y rencontre Deng Bo le ministre adjoint de la défense, qui insiste pour s'assoir entre lui et Yamei. Ho Weiping, un officier de la sécurité au ministère de la santé, vient se présenter à lui et lui dire combien il admire sa mère. Le frère de Hong lui propose bizarrement de lui acheter un appartement, et il lui offre également des cadeaux de grandes valeurs, dont une Rolex. Le ministre adjoint est au courant du fait que Hong est sur l'affaire du médecin américain, ce qui intrigue fortement le policier, il lui apprend que la DCE s'intéresse beaucoup aux étrangers en Chine et donc Ostrander. Hong apprend que c'est en fait le ministre adjoint qui l'a invité par le biais de son frère.

- 2.IX. Méduse: Hong est à l'hôpital psychiatrique malgré sa fièvre pour un entretien avec le dr Yan, directeur de la recherche psychiatrique, pour parler d'Ostrander. Il pense tout d'un coup que si le dossier du père Ostrander ont été détruits peut-être celui de la mère existe encore dans la ville où elle a donné naissance à son fils, Tangshan il appelle Chan depuis l'hôpital mais une infirmière écoute alors il doit faire attention. Durant l'entretien ils parlent de ce que fait Ostrander à l'hôpital mais Hong aperçoit une ombre et derrière la porte et il s'avère que la même infirmière les écoutait. Dehors, ils parlent des travaux que le Dr mène avec Ostrander sur le cerveau. Le Dr Yan prend l'exemple d'une méduse, qui n'a ni passé ni futur, qui en fait que répondre à des stimuli alors que la pensée de l'Homme est chimique. Le Dr Yan demandait au parti depuis trois ans un échange avec un savant occidental et soudain après trois années on lui envoie le Dr Ostrander, qui est parfait pour ce travail. De retour au bureau un camarade policier demande implicitement à Hong s'il n'a pas des doutes sur les circonstances de la mort de Sun Sheng mais Hong refuse cordialement l'aide proposée. Plus tard encore, Li Junhua appelle Hong pour lui dire qu'elle s'est renseignée sur la parabole qui l'intriguait dans le journal, il apparait que l'auteur de cette phrase est une personne du Comité central, mais on n'en sait pas plus. En regardant ses dossiers, Hong s'aperçoit que l'ancien guide d'Ostrander a été démis de ses fonctions le lendemain du jour où lui-même a consulté les registres des appels téléphoniques.

## Principaux personnages
- Lu Hong : héros. Policier à Beijing travaillant au service de la Sécurité Publique. Il va enquêter sur la mort suspecte de son mentor, Sun Sheng.
- Sun Sheng : mentor de Hong. Il participa à la Longue Marche de 1935 à 1948 en compagnie de Mao Zedong et des parents de Hong. Mort à 70ans dans des circonstances douteuses.
- Liu Chan : assistant de Hong, d'origine mongole.
- Shen Kuang: femme de Hong avec laquelle il est en train de divorcer. Elle prend pour amant Zhu Gang mais elle ne joue qu'un petit rôle dans l'histoire.
- Yamei: nouvelle amie de Hong.
- Jin : assistant de Sun Sheng.
- Cui Chun : mère de Hong. Grand Poète de la Révolution.
- Lu Yaomin : père de Hong. Aujourd'hui très malade.
- Lu Lin : Frère de Hong, devenu garde rouge.
- Ma Sufei : veuve de Sheng
- Wei Ye : Directrice des Enquêtes
- Zhu Gang : Commissaire Politique de la division des enquêtes. Il entame une relation avec la femme de Hong juste après leur divorce.
- Zhu Shoujun : Surveillant des registres
- Peter Ostrander : Médecin américain, né en Chine, considéré comme un espion par l'administration chinoise. Hong est chargé de le surveillé lors de sa venue en Chine dans le cadre d'un échange entre universités.
- Boda : Ami sculpteur de Hong.
- Min : Femme de Boda

## Personnages secondaires
- Sun Qian et Sun Bairong : Fils de Sun Sheng et Ma Sufei.
- Lu Bai: Fils de Hong.
- Wu Keping: Jeune moine, assistant et messager de Wei Ye.
- Deng Bo: Ministre adjoint de la défense
- Ho Weiping: un officier de la sécurité au ministère de la santé
- Dr Yan: directeur de la recherche psychiatrique à l'hôpital de l'Union, où travaille Ostrander.
- Li Junhua: travaille pour l'agence de presse

## Lieux de l'histoire

### Chine
- Beijing
- Guangzhou
- Zhoukoudian, un site archéologique où a été découvert le fossile de l'Homme de Pékin.
- Nanning